# Ala di Stura
Ala di Stura este o comună în Provincia Torino, Italia. În 2011 avea o populație de 465 de locuitori.

## Demografie
Ala di Stura - evoluția demografică

|  | Graficele sunt indisponibile din cauza unor probleme tehnice. Mai multe informații se găsesc la Phabricator și la wiki-ul MediaWiki. |

Date: Recensăminte sau birourile de statistică - grafică realizată de Wikipedia